# Athetis albosignata
Athetis albosignata är en fjärilsart som beskrevs av Charles Oberthür 1880. Athetis albosignata ingår i släktet Athetis och familjen nattflyn. Inga underarter finns listade i Catalogue of Life.